# Caeneressa muirheadii
Caeneressa muirheadii är en fjärilsart som beskrevs av Felder 1862. Caeneressa muirheadii ingår i släktet Caeneressa och familjen björnspinnare. Inga underarter finns listade i Catalogue of Life.